# 室宿增二
飛馬座56，又名BD+24 4716，HD 218356、SAO 91019、HR 8796，是飛馬座的一颗恒星，视星等为4.76，位于銀經95.12，銀緯-31.71，其B1900.0坐标为赤經23h 2m 14.3s，赤緯+24° -31.71′ 42″。